# Yarlung Tsangpo
Yarlung Tsangpo, imenovana tudi Yarlung Zangbo (tibetanščina: ཡར་ཀླུངས་གཙང་པོ་, Wylie: yar kLungs gTsang po, ZYPY: Yarlung Zangbo) in Yalu Zangbu (kitajsko: 雅鲁藏布江; pinjin: Yǎlǔzàngbù Jiāng) je zgornji tok reke Brahmaputra v avtonomni pokrajini Tibet na Kitajskem. Je najdaljša reka v Tibetu in peta najdaljša reka na Kitajskem. Zgornji del se imenuje tudi Dangque Zangbu, kar pomeni 'konjska reka'.
Izvira na ledeniku Angsi v zahodnem Tibetu, jugovzhodno od gore Kailaš in jezera Manasarovar, kasneje tvori dolino Južnega Tibeta in veliki kanjon Yarlung Tsangpo, preden preide v državo Arunačal Pradeš v Indiji. Dolvodno od Arunačal Pradeš postane reka veliko širša in se imenuje Siang. Ko doseže Asam, je reka znana kot Brahmaputra. Iz Asama reka vstopi v Bangladeš pri Ramnabazarju. Od tam do približno 200 let nazaj je tekla proti vzhodu in se pridružila reki Meghna blizu Bhairab Upazile. Ta stari kanal postopoma umira. Trenutno se glavni kanal reke imenuje reka Džamuna, ki teče proti jugu in se sreča z Gangesom, ki se v Bangladešu imenuje Padma.
Ko reka zapusti tibetansko planoto, oblikuje največji in najgloblji kanjon na svetu, Veliki kanjon Yarlung Tsangpo.

## Opis
Reka Yarlung Tsangpo je najvišja večja reka na svetu. Njen najdaljši pritok je reka Njang. Glavni pritoki so reke Njangču, Lasa, Njang in Parlung Tsangpo.
V Tibetu reka teče skozi dolino Južnega Tibeta, ki je dolga približno 1200 kilometrov in široka 300 kilometrov. Dolina se spusti s 4500 metrov nad morsko gladino na 3000 metrov. Ko se spušča, se okoliška vegetacija spremeni iz hladne puščave v sušno stepo v listnato grmičevje. Na koncu se spremeni v gozd iglavcev in rododendronov. Drevesna meja je približno na 3200 metrih. Sedimentne kamnine iz peščenjaka, najdene v bližini tibetanske prestolnice Lasa, vsebujejo zrna magnetnih mineralov, ki beležijo tok izmeničnega magnetnega polja Zemlje.
Porečje reke Yarlung, ki ga omejujejo Himalaja na jugu ter gorovja Kang Rinpoče in Njenčen Tanglha na severu, ima manj ostro podnebje kot sosednji severni (in višji) deli Tibeta in je dom večine prebivalcev tibetanske avtonomne regije.
Veliki kanjon Yarlung Tsangpo, ki ga tvori podkvast ovinek reke, kjer ta zapusti tibetansko planoto in teče okoli Namča Barva, je najgloblji in verjetno najdaljši kanjon na svetu.
Reka Yarlung Tsangpo ima v svojem toku tri velike slapove. Največji slap reke, »Skriti slapovi«, je bil na Zahodu objavljen šele leta 1998, ko so Zahodnjaki na kratko razglasili za »odkritje«. Prikazali so jih celo kot odkritje velikih slapov, ki je bila tema zgodb, ki so jih zgodnjim zahodnjakom pripovedovali tibetanski lovci in budistični menihi, vendar je zahodni raziskovalci v tistem času niso nikoli našli. Kitajske oblasti pa so nasprotovale, češ da so kitajski geografi, ki so sotesko raziskovali od leta 1973 dalje, že leta 1987 s helikopterjem posneli slike slapov.

## Raziskovanje s kajakom
Od leta 1990 je reka Yarlung Tsangpo cilj številnih ekip, ki se ukvarjajo z raziskovanjem in kajakom na divjih vodah. Reko imenujejo Everest rek zaradi ekstremnih razmer na reki. Prvič je poskusila  leta 1993 japonska skupina, ki je na reki izgubila enega člana.
Oktobra 1998 je kajakaška ekspedicija, ki jo sponzorira National Geographic Society, poskušala prepluti Veliki kanjon Yarlung Tsangpo. Odprava se je zaradi nepričakovanih visokih vodostajev končala tragično s smrtjo kajakaša Douga Gordona.
Januarja–februarja 2002 je mednarodna skupina, ki so jo sestavljali Scott Lindgren, Steve Fisher, Mike Abbott, Allan Ellard, Dustin Knapp ter Johnnie in Willie Kern, zaključila prvi spust v zgornjem delu soteske Tsangpo.

## Projekti jezov in hidroelektrarn
Novembra 2020 je predsednik PowerChina napovedal gradnjo "super" jezu na Yarlung Zangbo, ki bi bil največji hidroelektrični projekt na svetu.